# Castanet-Tolosan
Castanet-Tolosan (em occitano:  Castanet Tolosan) é uma comuna francesa na região administrativa da Occitânia, no departamento do Alto Garona. Estende-se por uma área de 8.22 km², com 13.811 habitantes, segundo o censo de 2018, com uma densidade de 1.700 hab/km².